# (3065) Sarahill
(3065) Sarahill (1984 CV) – planetoida z pasa głównego asteroid okrążająca Słońce w ciągu 4,48 lat w średniej odległości 2,72 j.a. Odkryta 8 lutego 1984 roku.